# Wet van behoud van energie
De wet van behoud van energie is een behoudswet die stelt dat de totale hoeveelheid energie in een geïsoleerd systeem te allen tijde constant blijft. De betekenis hiervan is dat energie niet kan worden gecreëerd of vernietigd, maar alleen kan worden omgezet van de ene in de andere vorm, bijvoorbeeld van chemische energie naar kinetische energie. Een direct gevolg van deze wet is dat een perpetuum mobile alleen uit zichzelf kan blijven bewegen, indien die geen energie afgeeft aan zijn omgeving; in de praktijk is dat onhaalbaar.
Volgens de speciale relativiteitstheorie van Albert Einstein is massa een vorm van energie, en kunnen energie en massa in elkaar overgaan. Er is dus maar weinig onderscheid tussen materiedeeltjes en energiedeeltjes, daar ze in elkaar kunnen veranderen via onder andere annihilatie. Dit is echter niet van invloed op de totale hoeveelheid energie in een gesloten systeem. De Wet van behoud van energie gaat dus over het behoud van de totale hoeveelheid energie in een geïsoleerd systeem, inclusief rustmassa-energie {\displaystyle mc^{2}} en alle andere vormen van energie (kinetisch, chemisch, thermisch enzovoorts).
Het behoud van energie {\displaystyle E} wordt in de mechanica soms weergegeven als
{\displaystyle E=T+V},
waarin {\displaystyle T} staat voor kinetische energie, en {\displaystyle V} voor potentiële energie.
In de thermodynamica staat dit principe bekend als de eerste hoofdwet.

## Geschiedenis
De eerste persoon die de wet van behoud van energie formuleerde, was de Duitse arts Julius Robert von Mayer (1814-1878). Door middel van experimenten toonde hij in 1842 aan dat een bepaalde hoeveelheid kinetische energie bij volledige omzetting in warmte altijd dezelfde warmtehoeveelheid afgeeft. Hij noemde deze waarde "mechanische equivalent van warmte". Onafhankelijk van Mayer kwam ook James Prescott Joule – wiens werk op dat moment op grote schaal bekend was – tot dezelfde conclusie, alsmede andere natuurkundigen en ingenieurs als Ludwig Colding in Denemarken.
Uiteindelijk werd de behoudswet in 1847 vastgelegd door Hermann von Helmholtz. Op 23 juli van dat jaar rapporteerde hij in Berlijn voor het "Physikalisch Gesellschaft" een verhandeling over "Behoud van kracht" en ondersteunde hiermee de wet van behoud van energie. Het verschil met Mayer was dat Helmholtz aantoonde dat mechanische, dierlijke, chemische, elektrische, magnetische energie en warmte onder één noemer gebracht konden worden: energie. Daarbij verklaarde hij dat de ene vorm van energie niet eindeloos kan worden omgezet in de andere, aangezien bij iedere omzetting altijd een deel als warmte verloren gaat.
De wet van behoud van energie is niet altijd oncontroversieel in de geschiedenis van de natuurkunde geweest. Het bekendste voorbeeld is Niels Bohr, die bij meerdere gelegenheden alleen een statistisch (gemiddeld) behoud van energie bij kwantumprocessen bepleitte, zoals in zijn zogenaamde BKS-theorie in 1924 met John C. Slater en Hendrik Kramers. Deze theorie moest de oudere kwantumtheorie verzoenen met de klassieke elektromagnetische veldconceptie. Kort daarna werd de BKS-theorie weerlegd door zowel de experimenten van Arthur Holly Compton als die van Hans Geiger en Walther Bothe, en werd de geldigheid van energiebehoud ook op kwantumniveau bevestigd. Later probeerde Bohr de wat aanvankelijk raadselachtige kwantumverschijnselen te verklaren met slechts statistische geldigheid van energiebehoud, zoals bij bètaverval. De hieruit "ontbrekende" energie van de waargenomen vervalproducten werd evenwel door Wolfgang Pauli verklaard door het postuleren van een nieuw, zwak interactief deeltje: het neutrino.

## Thermodynamica
In de thermodynamica spitst de problematiek van energiebehoud zich toe op de omzetting tussen warmte en mechanische energie. Het sleutelconcept is daarbij de inwendige energie van een thermodynamisch systeem. Het is een grootheid die alleen in relatieve termen gedefinieerd wordt, zodat als nulpunt een willekeurige referentietoestand van het systeem genomen kan worden. De inwendige energie is de som van alle energievormen die in de materie 'opgesloten' zitten, met inbegrip van warmte (kinetische energie van de beweging van deeltjes ten opzichte van elkaar) en chemische energie (potentiële energie toegevoegd of onttrokken aan chemische reacties). In thermodynamische termen luidt de wet van het behoud van energie, in die context bekend als de eerste hoofdwet:
De verandering van de inwendige energie van een gesloten systeem is het verschil van de toegevoegde warmte en de mechanische energie die door het systeem geleverd wordt.

## Stelling van Noether
De wet van het behoud van energie kan worden opgevat als een bijzonder geval van een algemene wet die bekend staat als de stelling van Noether, voor het eerst gepubliceerd door Emmy Noether in 1918. In algemene vorm stelt deze wet dat met iedere continue symmetrie van een lagrangiaans systeem een behoudswet voor een canonisch toegevoegde grootheid overeenstemt.
De canonisch toegevoegde grootheid van de tijd is de energie. Als de lagrangiaan (of gelijkwaardig, de hamiltoniaan) van een mechanisch systeem geen uitdrukkelijke tijdsinvariantie introduceert, bijvoorbeeld als gevolg van een veranderlijke uitwendige potentiaal {\displaystyle V(t)}, dan is de som van de kinetische en potentiële energie een invariant van de beweging.
In de kwantummechanica geldt een analoge stelling, en ook daar kan (de verwachting van) de energie als een behouden grootheid worden beschouwd.

## Relativiteit
De totale energie van een mechanisch systeem hangt af van de waarnemer, omdat de kinetische energie afhangt van de onderlinge beweging tussen de waarnemer en de componenten van het systeem. Dit is niet in strijd met het behoud van energie: voor elke waarnemer afzonderlijk blijft de totale energie constant; het is alleen een andere constante voor twee waarnemers die ten opzichte van elkaar bewegen.
In de speciale relativiteitstheorie is de energie van een systeem (op een factor {\displaystyle c} na) één component van een viervector waarvan de andere drie componenten de ruimtelijke impuls modelleren. De afzonderlijke componenten van deze vector kunnen verschillend zijn voor verschillende eenparig bewegende waarnemers, maar die waarnemers zullen het in elk geval eens zijn over zijn lengte (in de Minkowski-ruimte): die is gelijk aan het kwadraat van de invariante massa van het systeem, vermenigvuldigd met {\displaystyle c^{2}}. Voor een afzonderlijk deeltje is de invariante massa de rustmassa. In afwezigheid van externe krachten geldt voor iedere waarnemer het behoud van de afzonderlijke componenten van de viervector, het zogenaamde viermomentum.

### Modern
- Goldstein, Martin, en Inge F., 1993. The Refrigerator and the Universe. Harvard Univ. Press. Een makkelijke inleiding.
- Kroemer, Herbert; Kittel, Charles (1980). Thermal Physics (2nd ed.). W. H. Freeman Company. ISBN 0-7167-1088-9.
- Nolan, Peter J. (1996). Fundamentals of College Physics, 2nd ed.. William C. Brown Publishers.
- Lanczos, Cornelius (1970). The Variational Principles of Mechanics. University of Toronto Press, Toronto. ISBN 0-8020-1743-6.
- Oxtoby & Nachtrieb (1996). Principles of Modern Chemistry, 3rd ed.. Saunders College Publishing.
- Papineau, D. (2002). Thinking about Consciousness. Oxford University Press, Oxford.
- Serway, Raymond A.; Jewett, John W. (2004). Physics for Scientists and Engineers (6th ed.). Brooks/Cole. ISBN 0-534-40842-7.
- Stenger, Victor J. (2000). Timeless Reality. Prometheus Books. Especially chpt. 12. Nontechnical.
- Tipler, Paul (2004). Physics for Scientists and Engineers: Mechanics, Oscillations and Waves, Thermodynamics (5th ed.). W. H. Freeman. ISBN 0-7167-0809-4.

### Geschiedenis
- Brown, T.M. (1965). Resource letter EEC-1 on the evolution of energy concepts from Galileo to Helmholtz. American Journal of Physics 33: 759–765. DOI: 10.1119/1.1970980.
- Cardwell, D.S.L. (1971). From Watt to Clausius: The Rise of Thermodynamics in the Early Industrial Age. Heinemann, London. ISBN 0-435-54150-1.
- Guillen, M. (1999). Five Equations That Changed the World. Abacus, New York. ISBN 0-349-11064-6.
- Hiebert, E.N. (1981). Historical Roots of the Principle of Conservation of Energy. Ayer Co Pub, Madison, Wis.. ISBN 0-405-13880-6.
- Kuhn, T.S. (1957) “Energy conservation as an example of simultaneous discovery”, in M. Clagett (ed.) Critical Problems in the History of Science pp.321–56
- (nl)  Hooykaas, R.: Geschiedenis der natuurwetenschappen, Utrecht, 1976
- Mach, E. (1872). History and Root of the Principles of the Conservation of Energy. Open Court Pub. Co., IL.
- Poincaré, H. (1905). Science and Hypothesis. Walter Scott Publishing Co. Ltd; Dover reprint, 1952. ISBN 0-486-60221-4., Chapter 8, "Energy and Thermo-dynamics"
- Sarton, G. (1929). The discovery of the law of conservation of energy. Isis 13: 18–49. DOI: 10.1086/346430.
- Smith, C. (1998). The Science of Energy: Cultural History of Energy Physics in Victorian Britain. Heinemann, London. ISBN 0-485-11431-3.